# Final Fantasy XV
Final Fantasy XV (ファイナルファンタジーXV, Fainaru Fantajī Fifutīn), annoncé à l'origine sous le titre Final Fantasy Versus XIII (ファイナルファンタジー ヴェルサスXIII, Fainaru Fantajī Verusasu Sātīn), est un jeu vidéo de la série Final Fantasy, développé et édité par Square Enix, sorti le 29 novembre 2016 sur les consoles PlayStation 4 et Xbox One. Une Windows Edition et une Royal Edition sont sorties le 6 mars 2018. Le jeu sort également le 19 novembre 2019 sur Google Stadia.
Final Fantasy XV fait partie de la compilation Fabula Nova Crystallis Final Fantasy avec Final Fantasy XIII et Final Fantasy Type-0. Toutefois, son scénario est original, sans lien avec celui des autres titres de la série. Le jeu est développé par une équipe de créateurs sous la direction de Tetsuya Nomura, puis Hajime Tabata, et propose une histoire orientée vers le réalisme à destination d'un public adulte.

## Trame

### Univers
Final Fantasy XV se déroule dans le monde d'Eos, divisé en trois continents : 
- Le royaume du Lucis se situe au Nord-Est,
- Accordo au Sud,
- et l'empire du Niflheim à l'Ouest.

Le royaume du Lucis est sous la protection du Cristal, un artefact magique contrôlé par la famille royale des Caelum. La nation de Tenebrae, sur les terres de Niflheim, repose sur une technologie avancée et guidée par l'Oracle, une prêtresse capable de parler aux Six, appellation donnée aux six dieux de ce monde et de protéger les habitants du mal des ténèbres dont se nourrissent les dæmons qui apparaissent la nuit. Le royaume du Lucis est le dernier continent à résister à l'invasion du Niflheim. Sa capitale, Insomnia, est sous la protection du Mur, un bouclier magique, qui peut exister tant que le roi du Lucis, possédant l'Anneau des Lucii, est en vie.

### Personnages
Le jeu suit le parcours de Noctis Lucis Caelum, prince du royaume de Lucis, fils du roi Regis Lucis Caelum, dans son voyage initiatique pour obtenir des pouvoirs divins qui lui permettront de prendre la succession de son père. Il combat aux côtés de Gladiolus Amicitia, son protecteur connu sous l'appellation du Bouclier du Roi, Ignis Scientia, le majordome du prince, et Prompto Argentum, un ami d'enfance. Ils doivent affronter les forces armées de Niflheim, dirigé par l'empereur Iedolas Aldercapt, et son chancelier Ardyn Izunia, un proche conseiller aux intentions troubles.

### Synopsis
Noctis quitte Insomnia avec ses amis Gladiolus, Ignis et Prompto pour Altissia, capitale d'Accordo, où le mariage du prince avec Lunafreya doit être célébré. Alors qu'ils se préparent à embarquer sur un navire qui les mènera sur l’autre continent, ils apprennent l'attaque d'Insomnia, le vol du Cristal par l'Empire de Niflheim et la mort du roi Regis (événements décrits dans Kingsglaive: Final Fantasy XV). Sur conseil du commandant de la garde Cor Leonis, Noctis commence à parcourir les régions de Lucis afin de s'approprier les armes des Lucii — les anciens rois de Lucis — et être prêt à récupérer le Cristal et reprendre son trône. En retrouvant les réfugiés dans la ville de Lestallum, ils croisent le chancelier Ardyn Izunia, qui se montre amical et arrange le passage vers Titan, le Divin piégé sous le Disque de Cauthess. Après avoir réussi l’épreuve de Titan, Noctis apprend que Lunafreya lui a préparé la voie en convainquant le Divin de lui offrir son pouvoir. Noctis et ses amis continuent leur voyage à travers Lucis, récupérant d'autres armes antiques et obtenant la faveur de Ramuh grâce à Gentiana, et observent peu à peu que les jours deviennent de plus en plus courts, permettant aux dæmons nocturnes d'apparaître plus souvent. Le groupe parvient à trouver le moyen de rejoindre Altissia, par l’ancien bateau que le roi Regis avait utilisé lors de son propre voyage, et ne réussit à réparer le navire que grâce à une nouvelle intervention d'Ardyn qui les laisse accéder à une région gardée par les forces impériales.
Quand Noctis et ses compagnons arrivent à Altissia, ils apprennent que Lunafreya les attendait pour réveiller Léviathan, mais les forces de Tenebrae s'apprêtent à détruire la Divine. Au cours du rituel, alors que le combat entre Noctis et Léviathan détruit la ville, Ardyn apparait et blesse mortellement Lunafreya ; elle parvient cependant à compléter le rituel et Noctis remporte le combat. Épuisé et inconscient, il voit dans un rêve l'esprit de Lunafreya qui lui donne l'anneau des Lucii avant de disparaitre. À son réveil, Noctis trouve une Altissia encore marquée par l'affrontement et son majordome Ignis a perdu la vue. Ils se résignent à continuer leur périple, en rejoignant Niflheim pour rejoindre la capitale, Gralea, par le train. Gladiolus devient distant, furieux de la condition d'Ignis et de l'indolence de Noctis à la suite de la mort de Lunafreya. Ignis parvient à les réconcilier après un passage dans un tombeau royal. Plus tard, Ardyn manipule Noctis avec sa magie et le conduit à pousser Prompto du train. Il lui annonce ensuite l’attendre à Gralea avec Prompto et le Cristal, le seul artefact assez puissant pour repousser les dæmons. En chemin, Gentiana apparait et fait fuir Ardyn, révélant ainsi que la servante était en fait la Divine Shiva, supposément tuée par l'Empire. Une fois arrivé à Gralea, Noctis trouve une capitale plongée dans la nuit et envahie par les dæmons. Il se retrouve séparé de ses amis et perd ses pouvoirs, le forçant à enfiler l’anneau des Lucii pour utiliser sa magie et se frayer un chemin dans le bâtiment. Ils sont plus tard réunis, après avoir retrouvé Ravus mort et l'Empereur Iedolas transformé en dæmon.
Noctis atteint le Cristal et se laisse absorber par lui. Ardyn apparait et lui révèle alors son plan : son vrai nom est Ardyn Lucis Caelum, ancien roi du Lucis choisi 2000 ans auparavant. Ardyn a sauvé Eos en faisant sienne la puissance des dæmons, mais les Divins lui ont refusé le titre de Roi élu et les ancêtres de Noctis ont tout fait pour l'effacer de l’Histoire. La puissance des dæmons l'ayant rendu immortel, Ardyn a patiemment attendu de prendre sa revanche sur le Cristal et la dynastie des Caelum, précipitant l'apparition des dæmons une fois qu'il a su que Noctis serait le Roi élu afin de pouvoir les détruire ensemble. Au cœur du Cristal, Noctis apprend du Divin Bahamut qu'il est bien le Roi élu de la prophétie qui restaurera la lumière sur Eos mais au prix de sa vie. Noctis se prépare à son ultime combat et sort du Cristal après un séjour de 10 ans. Il retrouve un monde plongé dans une nuit sans fin, et retrouve ses amis dans un des quelques refuges près des ruines d'Insomnia. De retour dans l’ancienne capitale de Lucis, Ardyn leur envoie le Divin rebelle Ifrit. Une fois vaincu, Noctis provoque Ardyn en duel, le combat à travers la ville et le tue. Noctis rejoint ensuite le trône et grâce au pouvoir des Lucii, se sacrifie pour ramener la lumière sur Eos. Dans le monde des esprits, Noctis retrouve Lunafreya et achève définitivement Ardyn. Le soleil se lève à nouveau sur Eos.
Pendant le générique, un flashback revient sur la dernière fois que Noctis, Gladiolus, Ignis et Prompto ont campé avant de partir pour Insomnia ; Noctis leur confie sa peur du dernier combat et à quel point il tient à ses amis. Dans une scène post-générique, Noctis et Lunafreya apparaissent mariés dans un rêve.
Episode Gladiolus
Un soir de halte pendant leur voyage, Prompto demande à Gladiolus comment il a eu sa nouvelle cicatrice au front. Il accepte alors de raconter son périple personnel. Après sa défaite contre Ravus, Gladiolus a commencé à douter de son rôle de Bouclier du Roi. Afin de tester ses capacités réelles, il demande à Cor de l’accompagner dans la grotte du Maître d'Armes Gilgamesh, un épéiste légendaire. Cor lui rappelle que l'épreuve du Maître d'Armes est sans retour, l'échec signifiant la mort ; lui-même a failli échouer, ne devant sa survie que pour avoir chuté avant la fin du duel dans une rivière, non sans avoir tranché le bras de Gilgamesh.
Après avoir atteint le fond de la grotte, Gladiolus affronte Gilgamesh et l'emporte, s'en tirant avec une blessure au front. Gilgamesh lui révèle alors qu'il n'existe aucun pouvoir ultime, mais qu'un Bouclier du Roi se doit de connaître parfaitement ses capacités et ses limites. Il lui offre son épée préférée, celle avec laquelle Cor lui avait coupé le bras. Marqué par l'épreuve, Gladiolus quitte la grotte avec Cor, décidé à rejoindre ses amis.
Episode Prompto
Après sa chute du train vers Gralea, Prompto a traversé des plaines enneigées par la Glacéenne. Récupéré par les soldats magitech, il est amené dans un laboratoire qu'Ardyn l'invite à explorer. Prompto découvre ainsi son passé : s'il savait qu'il était originaire de Niflheim, il ignorait qu'il est le seul survivant d'une série d'enfants créés à partir de l’ADN du chef scientifique de Niflheim, Verstael Besithia. À l'origine conçu pour devenir par la suite un soldat magitech comme les autres, il devait être détruit mais fut sauvé par des rebelles. Prompto parvient à fuir le laboratoire grâce à Aranea, qu'il retrouve dans une grotte près d'un lac. Effondré après avoir découvert sa véritable nature, il s'interroge sur son existence et sa place auprès de Noctis. Aranea le bouscule pour lui faire accepter qu'il a le choix et qu'il n'a pas à se définir par sa conception.
Résolu à prendre sa revanche, Prompto part avec Aranea dans un hangar, où ils affrontent une des créations de Verstael avant de le retrouver lors de l'activation de l’arme géante Immortalis dans laquelle le scientifique a transféré son esprit. Prompto parvient à détruire l'arme avec Aranea au cours d'une poursuite à bord d'une moto-neige. Prompto a encore des doutes mais sait que la meilleure option est d'assumer son passé et de retourner auprès de ses amis. Il part pour Gralea, où il sera capturé et libéré par Noctis.
Episode Ignis
Après l'affrontement entre Noctis et l'Hydréenne, la cité d'Altissia est dévastée. Ignis se retrouve isolé et tente de se frayer un chemin vers l’autel cérémoniel entre les maisons détruites, les forces de l'empire qui prennent le contrôle des lieux et le Titan qui protège le Roi élu. Ne parvenant pas à atteindre l'autel seul, il trouve de l’aide avec Ravus Fleuret, le frère de Lunafreya qui n'hésite pas à trahir Tenebrae pour également rejoindre l'autel et sauver sa sœur.
Une fois qu'ils atteignent l'autel, ils trouvent Lunafreya blessée mortellement par Ardyn qui utilise ses dernières forces pour protéger Noctis. Furieux, Ravus tente de tuer Noctis inconscient mais Ignis parvient à le raisonner et lui rappeler le sens du sacrifice de Lunafreya. Ardyn apparait peu après avec des hommes de l'empire et fait une proposition à Ignis : le suivre à Gralea seul ou refuser et causer un massacre. Ignis refuse et met la main sur l’anneau des Lucii. Les dieux lui accordent sa puissance temporairement au sacrifice de ses yeux mais il parvient à faire prendre la fuite à Ardyn. Gladiolus et Prompto récupèrent leurs deux camarades et les amènent en lieu sûr.
Dix ans plus tard, pendant leur nuit avant le retour à Insomnia, Noctis prend Ignis à part et le remercie de ses années de loyauté.
Episode Ardyn
Dernier DLC de la série, sorti le 26 mars 2019, et accompagné d'un prologue en animé, il relate les faits déroulés 35 ans avant l'histoire de Noctis.
Ardyn devait être le premier roi du Lucis, mais trahi par son frère Somnus qui jalousait son pouvoir d'absorption des ténèbres, il fut condamné à l'emprisonnement et l'oubli, son nom presque totalement effacé de l'histoire. Deux millénaires plus tard, 35 ans avant le voyage de Noctis, le chercheur de l'Empire de Niflheim Verstael Besithia le retrouve et le libère, espérant pouvoir utiliser la puissance de celui qu'on désigne comme Agadium afin de renverser le conflit entre Niflheim et Lucis. En guise de bonne foi, Verstael lui propose d'utiliser son pouvoir sur Ifrit, le Dieu banni. Une attaque de l'armée du Lucis a lieu dans le laboratoire et Ardyn les repousse, réalisant au cours du combat que son pouvoir change les humains en daemons et qu'il absorbe leurs souvenirs. Il perd la raison en tentant de soumettre Ifrit à sa volonté, décidé à répandre les ténèbres dans le monde.
Plus tard, Ardyn infiltre Insomnia et déclenche le chaos dans la ville pour permettre la réduction du Mur et lancer une attaque. Le roi Regis tente de le repousser mais malgré sa maitrise des armes fantômes, il perd et s'écroule. L'esprit de Somnus, sous forme d'une armure gardienne géante, apparait dans les rues d'Insomnia et défie à son tour Ardyn, qui le bat. Alors qu'Ardyn allait achever Regis, le dieu Bahamut intervient et révèle le destin promis à Ardyn : il doit devenir celui qui répand les ténèbres sur le monde, afin que Noctis, le roi de lumière, vienne le vaincre dans un combat au prix de sa vie. La lumière sera ramenée sur le monde et la dynastie des Lucis disparaitra, ainsi qu'Ardyn le désire.
DLC annulés
Trois DLC ont été annulés, prévus initialement pour le printemps 2019, sous le nom de The Dawn of the Future. Il s'agissait d'épisodes centrés sur les personnages de Lunafreya, Noctis et Aranea. Malgré cette annulation, l'histoire prévue pour ces DLC sera racontée à travers un roman du même titre,. Le roman sera disponible dès le 25 avril au Japon, et aura même le droit à une publication à l'international. Des concept art sous forme de 6 vignettes confirment l'existence d'une fin heureuse.

## Système de jeu

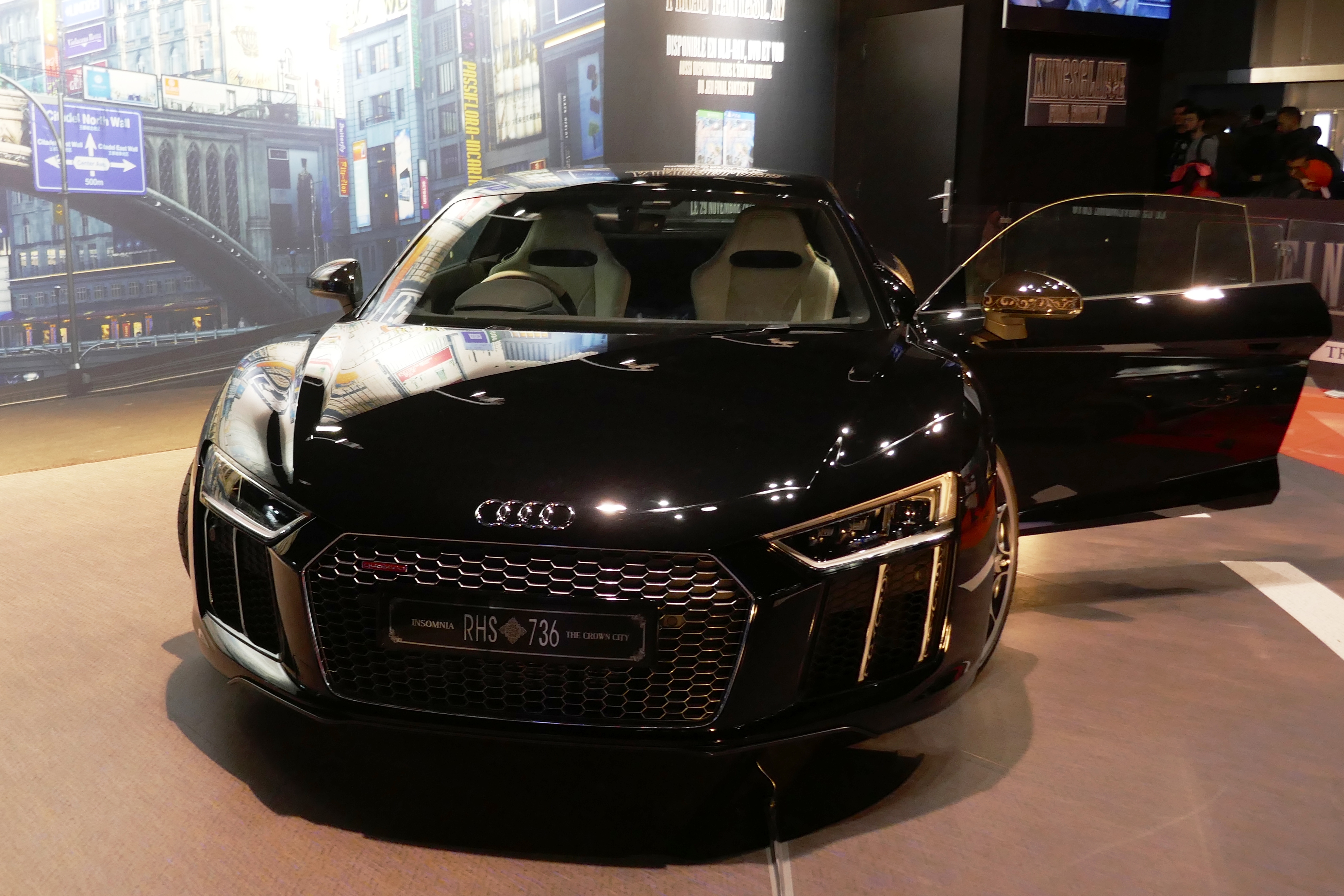
Voiture de la famille royale Caelum dans le film Kingsglaive: Final Fantasy XV (Audi R8 édition spéciale)

Final Fantasy XV propose une carte du monde sur laquelle il est possible de se déplacer librement (sous réserve que la progression actuelle de l’histoire rende le lieu accessible) et des décors plus vastes que dans les précédents Final Fantasy. Concernant les moyens de déplacement, ont été révélés sur la carte du monde l’utilisation d’une voiture volante, et de chocobos, et durant les combats l’utilisation de véhicules militaires ennemis.
Afin de procurer une expérience immersive, Final Fantasy XV est exempt de temps de chargement entre les déplacements et le démarrage des évènements (scène scénarisée ou combat). Aussi, les combats ne sont plus de type tour-par-tour (les personnages sont fixes sur la scène de combat et nous les faisons s’y déplacer, attaquer et défendre indirectement via des commandes d’action sélectionnées dans des menus) comme dans les précédents Final Fantasy, mais de type dynamique (le déplacement des personnages est géré directement et en continu) comme dans les Kingdom Hearts ; en outre, le système de combat ressemble à celui de Final Fantasy XII.
L'unique personnage jouable est Noctis. Cependant, des DLC dans lesquels il sera possible d'incarner les autres personnages du groupe ont été annoncés par Square Enix. L’équipe de combat est formée de quatre personnages. Chaque personnage a sa spécialité (force physique, précision, attaque à distance, rapidité, etc) et est sollicité de temps à autre pour vaincre un adversaire vulnérable à ses attaques mais résistants à celles des autres. Ces spécialités procurent un gameplay varié, et les combats exploiteront la dimension verticale autant qu'horizontale.

## Développement

### Histoire
Final Fantasy Versus XIII est un jeu vidéo de Square-Enix, développé par son Premier Département de Production exclusivement sur la PlayStation 3. Le jeu est dévoilé à la conférence Square Enix lors de l'E3 2006, au côté de Final Fantasy XIII et Agito XIII (renommé Type-0 en 2011) en mai 2006. « Suivant un processus marketing similaire à celui qui a engendré l'opération Compilation of Final Fantasy VII », deux bandes-annonces sont présentées dont une sur Versus XIII. Cet opus fait partie du projet Fabula Nova Crystallis qui a été lancé courant 2005 par l'équipe de Yoshinori Kitase[réf. nécessaire].
Final Fantasy Versus XIII est réalisé par l’équipe créative de Kingdom Hearts I & II, menée par le réalisateur Tetsuya Nomura. Cette équipe - ainsi que celle de Crisis Core: Final Fantasy VII et de Final Fantasy Type-0, menée par le réalisateur Hajime Tabata - a un esprit plutôt réaliste, en opposition aux autres équipes du PDP qui ont un esprit plutôt fantaisiste et qui ont réalisé, entièrement ou majoritairement, tous les derniers Final Fantasy depuis le VIII, soit les Final Fantasy IX à XIV. De par ses auteurs, Final Fantasy Versus XIII sera donc plus réaliste et adulte que les Final Fantasy publiés au cours de la dernière décennie sur PS2 et PS3.
Le 10 juin 2013 lors de la conférence Sony à l'E3 2013, le jeu devient Final Fantasy XV et sortira sur PlayStation 4, et Xbox One.
Lors du Tokyo Game Show 2014, un trailer du jeu comprenant des images de gameplay est diffusé. Il est annoncé que le jeu est désormais sous la responsabilité exclusive d'Hajime Tabata, notamment réalisateur de Final Fantasy Type-0 et de The 3rd Birthday. De plus, une démo du jeu est annoncée pour 2015. Intitulée Final Fantasy XV: Episode Duscae, la démo est basée sur une version modifiée de l'introduction du jeu et est disponible via un coupon fourni avec Final Fantasy Type-0 HD Remaster sorti en mars 2015. Une mise à jour de Episode Duscae est ensuite proposé en juin 2015.
Lors de la PAX 2015, Hajime Tabata annonce que le jeu est prévu pour 2016, et que sa date de sortie sera annoncée en mars 2016 lors d'un événement spécial. Le 30 mars 2016, lors de cet événement intitulé Uncovered: Final Fantasy XV ayant lieu à Los Angeles, la date de sortie est annoncée au 30 septembre 2016 (puis reporter au 29 novembre 2016) sur PlayStation 4 et Xbox One et que des doublages français et allemand seront disponibles en plus des doublages anglais et japonais. Il est également annoncé la production d'un film d'animation intitulé Kingsglaive: Final Fantasy XV et d'une série d'animation de cinq épisodes intitulée Brotherhood: Final Fantasy XV. Lors de ce même événement, une nouvelle démo intitulée Platinum Demo est annoncée. À la différence de la précédente démo, Episode Duscae, Platinum Demo propose une expérience non présente dans le jeu final dans la peau d'un Noctis plus jeune.

### Moteur de jeu
Final Fantasy XV fait usage d'un nouveau moteur qui remplace celui de Final Fantasy XIII : il s'agit du Luminous Engine. Compatible avec DirectX11, c'est sa version 1.5 qui anime la démo Episode Duscae, tandis que la version 2.0 est prévue pour le jeu complet. Ce moteur fut dévoilé lors de l'E3 2012, sur une démo en temps réel nommée Agni's Philosophy.

### Écriture du scénario
Final Fantasy XV serait la compilation des trois jeux, prévus initialement pour Final Fantasy Versus XIII, : le projet avorté de Square Enix, imaginé par Tetsuya Nomura et annoncé en 2006, aux côtés de Final Fantasy XIII. À partir de 2013, il fut confié à Hajime Tabata, chargé de le remettre à neuf, pour le faire tenir en un seul et même opus. Il vit le jour en 2016, après dix années de développement.
Tabata a choisi de concevoir l'histoire en deux phases : une première partie dans un monde ouvert, où Noctis Lucis Caelum passerait du temps avec ses amis et une seconde, plus linéaire.
Au passage de Final Fantasy Versus XIII à Final Fantasy XV, où le scénario a pris un nouveau tournant, il a choisi d'abandonner le principal personnage féminin, Stella Nox Fleuret, imaginée par Nomura (la Princesse de Tenebrae, présentée dans un premier temps comme une ennemie du Lucis), au profit de Lunafreya Nox Fleuret, Oracle et Princesse de Tenebrae, qui conserve néanmoins une partie de son design.
D'autres éléments ont également été modifiés, notamment avec la disparition de la Déesse Etro, présente dans les premières bandes-annonces du jeu. Il fut en outre expliqué, que la « Lumière Divine d'Etro » aurait permis à Noctis, Stella et à son frère "Lupus" (renommé "Ravus"), aveugle, de pouvoir entrer en contact avec les défunts (car ils se seraient déjà trouvé tous les trois, aux portes de la mort), mais que cette particularité affectait grandement la personnalité de Noctis, qui pouvait devenir méconnaissable et violent (à l'instar du trailer Omen), en particulier lorsque la protection de son Cristal, était en jeu. Ainsi, ses yeux pouvaient passer du gris teinté/bleu pacifiste, au rouge sanguin (comme vu dans le trailer Somnus Nemoris).
Dans Final Fantasy XV, la Lumière est présentée différemment au travers du Cristal, qui a choisi d'octroyer son pouvoir à Noctis, pour qu'il devienne le "Roi de la Lumière". La double personnalité de Noctis n'a donc plus sa place dans Final Fantasy XV et ses yeux prennent une teinte grenat, uniquement lorsqu'il entre en contact avec les Six, ou bien ses ancêtres, qu'il est capable d'invoquer. Quant aux fantômes visibles, ils ne se limitent désormais plus qu'aux anciens Rois du Lucis, ou aux personnages qui leur sont liés.
L'importance du Cristal semble également avoir été révisée d'une version du jeu à l'autre, d'abord présenté comme le "dernier existant" dans l'univers de Final Fantasy Versus XIII, puis comme un artefact unique, lié à la lignée royale du Lucis dans Final Fantasy XV.
Ces changements, plus ou moins en rapport avec la Déesse Etro et à sa Lumière, peuvent néanmoins s'expliquer, par la rupture du projet Fabula Nova Crystallis Final Fantasy, puisque la mention des l'Cie, Fal'Cie et l'Cie'th (remplacés par les soldats Magitech, en lien avec Final Fantasy VI) ont également été retirés de la version finale du jeu et sont désormais propres, aux univers des Final Fantasy XIII et Type-0.
Autres changements notables, le fait que Noctis aurait dû assister à la Cérémonie, officialisant le traité de paix entre le Lucis et le Niflheim. Cette partie du jeu a cependant été abandonnée, pour la mise en scène du film Kingslaive : Final Fantasy XV, montrant les péripéties de Nyx Ulric (qui fera la rencontre de Lunafreya, dans des circonstances très similaires à celle de Noctis et Stella, dans les trailers dévoilés).
Lunafreya, en tant qu'héroïne du jeu, est plus âgée que Stella, la précédente, au temps de Final Fantasy Versus XIII. Regis Lucis Caelum, paraissait lui aussi plus jeune et avait l'allure d'un véritable parrain de la mafia, aux côtés de conseillers, qui étaient tout de noir vêtus,.
Safay Roth, le Commandant Impérial de l'armée du Niflheim, dans le jeu initial, aurait été remplacé par Ravus à son poste, ainsi que par Ardyn Izunia au titre de principal antagoniste du jeu (d'où les initiales "SAF", parfois présentes sur les armes Magitech, qui lui rendent directement hommage),. Par ailleurs, le combat final aurait été pensé plusieurs fois, certaines informations dévoilant un duel, opposant Noctis à "Lupus" dans le premier jeu, d'autres aidé de ce même "Lupus", pour affronter Ardyn à la toute fin, qui s'avérait lié à leurs deux familles et Cristaux. Dans Final Fantasy XV, Ardyn est un Lucis Caelum.
Verstael Besithia aurait également dû jouer un rôle majeur dans Final Fantasy Versus XIII, par rapport à Final Fantasy XV, son objectif étant de fusionner l'ADN de Noctis et de Prompto pour créer l'arme suprême. Dans Final Fantasy XV, il souhaite lui-même devenir Immortalis, l'arme Magitech ultime, mais Noctis ne fait pas partie de son projet.
Prompto Argentum, Gladiolus Amiticia et Cor Leonis auraient trouvé la mort dans Final Fantasy Versus XIII, laissant Ignis Stupeo Scientia pour seul rescapé parmi les plus proches amis de Noctis et le seul du quatuor à ne l'avoir jamais trahi (la mort d'autres personnages restent à confirmer). Dans Final Fantasy XV, Noctis n'est jamais abandonné et ses amis ne meurent pas, dans la trame initiale du jeu, hors DLCs/édition Royale.
Aussi, le rôle de Clarus, le père de Gladio, était différent dans Final Fantasy Versus XIII et serait le bourreau présumé du Roi Regis, tombé au combat. Dans Kingsglaive, il est vaincu par le Général Glauca.
Enfin, la cartographie d'Eos, dans Final Fantasy Versus XIII, comportait non pas quatre régions de base, mais bien cinq, en la présence du Lucis, Niflheim, Accordo, Tenebrae et Solheim (toutes deux annexées).
Dans Final Fantasy XV, il est toutefois fait la mention que Solheim serait la version unifiée, des quatre autres régions, qui existait des siècles auparavant et que le Niflheim, chercherait égoïstement à restaurer.
Le film Kingsglaive : Final Fantasy XV aborde cependant une nouvelle région, du nom de Galahd.

### Événements
Du 24 janvier au 20 février 2017 s'est tenu l'événement Moogle Chocobo Carnival dans le jeu. Il proposait au joueur d'accéder à une zone spéciale dans la ville d'Altissia où le joueur pouvait intéragir et réaliser des mini-jeux.
À partir du 30 août 2017, la ville de Lestallum prend les couleurs du jeu Assassin's Creed Origins dans le cadre d'un partenariat. Une tenue d'assassin est rendue disponible pour habiller Noctis. Du contenu Final Fantasy XV est également prévu pour le jeu d'Ubisoft.

### Équipe
- Producteur : Shinji Hashimoto
- Réalisateur : Tetsuya Nomura (2006 - 2013), Hajime Tabata (2013 - 2016)[29],[30]
- Designer des personnages principaux, concept original : Tetsuya Nomura
- Histoire originale : Kazushige Nojima
- Scénariste en chef : Saori Itamuro
- Designer des personnages : Roberto Ferrari
- Designer des vêtements des personnages : Hiromu Takahara (directeur créatif de Roen)
- Réalisateur des cinématiques : Takeshi Nozue
- Musique : Yoko Shimomura

## Univers étendu du jeu

### Film et série
Final Fantasy XV est accompagné d'un film en image de synthèse Kingsglaive: Final Fantasy XV mais aussi d'une série animée de 5 épisodes Brotherhood: Final Fantasy XV.

### Jeux dérivés
Le jeu de base est aussi accompagné de plusieurs jeux dérivés :
- Platinum Demo (débloque l'invocation Carbuncle dans le jeu final, ainsi que la possibilité de le nommer), qui suit un rêve de Noctis dans son enfance.
- A King's Tale: Final Fantasy XV, un beat them all offert en précommande avec le jeu principal.
- Final Fantasy XV: Justice Monsters Five, un mini-jeu de flipper disponible sur iOS et Android.
- Final Fantasy XV : Les Empires (Final Fantasy XV: A New Empire), un city-builder disponible sur iOS et Android.
- Monster of the Deep: Final Fantasy XV, un jeu de pêche compatible PlayStation VR.

### Pocket Edition
Final Fantasy XV: Pocket Edition a été annoncé lors de la gamescom 2017, il s'agit d'une adaptation du jeu avec des graphismes cartoon.

### Partenariats
En 2017, Square Enix annonce plusieurs partenariats à venir entre Final Fantasy XV et d'autres licences de jeux vidéo. En juillet, la voiture du jeu, la Regalia, est annoncée comme un modèle disponible dans Forza Horizon 3. En août, un DLC de Final Fantasy XV introduit l'univers d'Assassin's Creed Origins dans celui du jeu de Square Enix à travers un épisode additionnel. En septembre 2017, Bandai Namco révèle que Noctis Lucis Caelum sera le 3e combattant jouable ajouté en DLC venant d'une autre licence de jeux vidéo dans Tekken 7,.

## Accueil

### Critiques
Final Fantasy XV a reçu un accueil critique plutôt favorable,.
Peter Brown de GameSpot déclare que le point fort du jeu repose dans le voyage aux côtés de Noctis et ses amis à travers Eos, les combats et l'exploration, moins dans l'histoire et les personnages secondaires, qu'il trouve très clichés. Vince Ingenito d'IGN est du même avis, soulignant que le fait que les quatre héros se connaissent de longue date introduit une dynamique originale dans les jeux Final Fantasy, mais le scénario reste incohérent.
Plusieurs game designers ont apprécié et salué le travail fait sur Final Fantasy XV, le considérant comme le meilleur jeu de l’année 2016. Parmi eux, on trouve le créateur de la série Final Fantasy, Hironobu Sakaguchi, Shigeo Komori de Atlus, Takashi Morinaka de Koei, et Teruyuki Toriyama et Shuhei Yoshida de Sony Interactive Entertainment,.

### Ventes
Le 10 janvier 2017, Final Fantasy XV s'était vendu à plus de 6 millions d'exemplaires, représentant les ventes les plus rapides de la série.
Au 30 septembre 2017, le jeu s'est vendu à 6,6 millions d'exemplaires dans le monde.
Le 7 août 2018, Square Enix annoncé avoir distribué 7,7 millions d'exemplaires dans le monde. En 2022, le jeu atteint les 10 millions d'exemplaires vendus.